# Accordi & disaccordi (programma televisivo)
Accordi & disaccordi è un programma televisivo italiano di genere talk show politico condotto da Luca Sommi, con la partecipazione di Andrea Scanzi, in onda su NOVE dal 2018 e realizzato da Loft Produzioni. L'ospite fisso della trasmissione è Marco Travaglio, direttore de il Fatto Quotidiano.
Il programma viene registrato presso uno studio televisivo situato all'interno della sede de il Fatto Quotidiano, a Roma.

## Edizioni
| Edizione | Conduzione | Conduzione    | Messa in onda     | Messa in onda    | Puntate | Giorno di messa in onda | Rete |
| Edizione | Conduzione | Conduzione    | Inizio            | Fine             | Puntate | Giorno di messa in onda | Rete |
| -------- | ---------- | ------------- | ----------------- | ---------------- | ------- | ----------------------- | ---- |
| 1ª       | Luca Sommi | Andrea Scanzi | 14 maggio 2018    | 27 giugno 2018   | 7       | lunedì e mercoledì      | NOVE |
| 2ª       | Luca Sommi | Andrea Scanzi | 9 novembre 2018   | 7 dicembre 2018  | 5       | venerdì                 | NOVE |
| 3ª       | Luca Sommi | Andrea Scanzi | 11 gennaio 2019   | 24 maggio 2019   | 10      | venerdì                 | NOVE |
| 4ª       | Luca Sommi | Andrea Scanzi | 18 ottobre 2019   | 13 dicembre 2019 | 9       | venerdì                 | NOVE |
| 5ª       | Luca Sommi | Andrea Scanzi | 28 febbraio 2020  | 26 giugno 2020   | 18      | venerdì                 | NOVE |
| 6ª       | Luca Sommi | Andrea Scanzi | 11 settembre 2020 | 20 novembre 2020 | 11      | venerdì                 | NOVE |
| 7ª       | Luca Sommi | Andrea Scanzi | 20 gennaio 2021   | 31 marzo 2021    | 11      | mercoledì               | NOVE |
| 8ª       | Luca Sommi | Andrea Scanzi | 7 aprile 2021     | 30 giugno 2021   | 13      | mercoledì               | NOVE |
| 9ª       | Luca Sommi | Andrea Scanzi | 15 settembre 2021 | 15 dicembre 2021 | 14      | mercoledì               | NOVE |
| 10ª      | Luca Sommi | Andrea Scanzi | 14 gennaio 2022   | 13 maggio 2022   | 16      | venerdì                 | NOVE |
| 11ª      | Luca Sommi | –             | 30 settembre 2022 | 2 dicembre 2022  | 10      | venerdì                 | NOVE |
| 12ª      | Luca Sommi | –             | 13 gennaio 2023   | 19 maggio 2023   | 18      | venerdì                 | NOVE |
| 13ª      | Luca Sommi | –             | 15 settembre 2023 | 2 dicembre 2023  | 12      | venerdì                 | NOVE |
| 14ª      | Luca Sommi | –             | 24 febbraio 2024  | 25 maggio 2024   | 13      | sabato                  | NOVE |
| 15ª      | Luca Sommi | –             | 28 settembre 2024 | 7 dicembre 2024  | 11      | sabato                  | NOVE |
| 16ª      | Luca Sommi | –             | 11 gennaio 2025   | 7 giugno 2025    | 20      | sabato                  | NOVE |

### Prima edizione
| Episodio      | Prima TV       | Ascolti | Share |
| ------------- | -------------- | ------- | ----- |
| 1             | 14 maggio 2018 | 278.000 | 1,1%  |
| 2             | 21 maggio 2018 | 115.000 | 0,4%  |
| 3             | 30 maggio 2018 | 205.000 | 1,2%  |
| 4             | 6 giugno 2018  | 189.000 | 1,1%  |
| 5             | 13 giugno 2018 | 196.000 | 1,2%  |
| 6             | 20 giugno 2018 | 153.000 | 1,0%  |
| 7             | 27 giugno 2018 | N.D.    | N.D.  |
| Media Auditel | Media Auditel  | 162.000 | 0,9%  |

### Seconda edizione
| Episodio      | Prima TV         | Ascolti | Share |
| ------------- | ---------------- | ------- | ----- |
| 1             | 9 novembre 2018  | 481.000 | 2,7%  |
| 2             | 16 novembre 2018 | 424.000 | 2,4%  |
| 3             | 23 novembre 2018 | 461.000 | 2,5%  |
| 4             | 30 novembre 2018 | 548.000 | 3,3%  |
| 5             | 7 dicembre 2018  | 536.000 | 3,3%  |
| Media Auditel | Media Auditel    | 497.000 | 2,8%  |

### Terza edizione
| Episodio      | Prima TV        | Ascolti | Share |
| ------------- | --------------- | ------- | ----- |
| 1             | 11 gennaio 2019 | 349.000 | 1,9%  |
| 2             | 18 gennaio 2019 | 222.000 | 1,2%  |
| 3             | 25 gennaio 2019 | 262.000 | 1,5%  |
| 4             | 5 aprile 2019   | 349.000 | 1,9%  |
| 5             | 12 aprile 2019  | 363.000 | 2,0%  |
| 6             | 26 aprile 2019  | 326.000 | 1,8%  |
| 7             | 3 maggio 2019   | 414.000 | 2,2%  |
| 8             | 10 maggio 2019  | 265.000 | 1,5%  |
| 9             | 17 maggio 2019  | 427.000 | 2,4%  |
| 10            | 24 maggio 2019  | 470.000 | 2,6%  |
| Media Auditel | Media Auditel   | 345.000 | 1,9%  |

### Quarta edizione
| Episodio      | Prima TV         | Ascolti | Share |
| ------------- | ---------------- | ------- | ----- |
| 1             | 18 ottobre 2019  | 384.000 | 2,3%  |
| 2             | 25 ottobre 2019  | 435.000 | 2,7%  |
| 3             | 1º novembre 2019 | 412.000 | 2,3%  |
| 4             | 8 novembre 2019  | 410.000 | 2,3%  |
| 5             | 15 novembre 2019 | 562.000 | 3,7%  |
| 6             | 22 novembre 2019 | 430.000 | 2,4%  |
| 7             | 29 novembre 2019 | 450.000 | 2,8%  |
| 8             | 6 dicembre 2019  | 421.000 | 2,5%  |
| 9             | 13 dicembre 2019 | 346.000 | 2,2%  |
| Media Auditel | Media Auditel    | 428.000 | 2,6%  |

### Quinta edizione
| Episodio      | Prima TV         | Ascolti | Share |
| ------------- | ---------------- | ------- | ----- |
| 1             | 28 febbraio 2020 | 449.000 | 2,3%  |
| 2             | 6 marzo 2020     | 519.000 | 2,5%  |
| 3             | 13 marzo 2020    | 524.000 | 2,4%  |
| 4             | 20 marzo 2020    | 496.000 | 2,4%  |
| 5             | 27 marzo 2020    | 504.000 | 2,4%  |
| 6             | 3 aprile 2020    | 487.000 | 2,2%  |
| 7             | 10 aprile 2020   | 515.000 | 2,3%  |
| 8             | 17 aprile 2020   | 546.000 | 2,4%  |
| 9             | 24 aprile 2020   | 611.000 | 2,7%  |
| 10            | 1º maggio 2020   | 538.000 | 2,3%  |
| 11            | 8 maggio 2020    | 515.000 | 2,6%  |
| 12            | 15 maggio 2020   | 651.000 | 3,3%  |
| 13            | 22 maggio 2020   | 686.000 | 3,5%  |
| 14            | 29 maggio 2020   | 563.000 | 3,0%  |
| 15            | 5 giugno 2020    | 553.000 | 3,0%  |
| 16            | 12 giugno 2020   | 594.000 | 3,6%  |
| 17            | 19 giugno 2020   | 602.000 | 3,8%  |
| 18            | 26 giugno 2020   | 496.000 | 3,2%  |
| Media Auditel | Media Auditel    | 547.000 | 2,8%  |

### Sesta edizione
| Episodio      | Prima TV          | Ascolti | Share |
| ------------- | ----------------- | ------- | ----- |
| 1             | 11 settembre 2020 | 257.000 | 1,9%  |
| 2             | 18 settembre 2020 | 389.000 | 2,6%  |
| 3             | 25 settembre 2020 | 441.000 | 2,8%  |
| 4             | 2 ottobre 2020    | 494.000 | 2,8%  |
| 5             | 9 ottobre 2020    | 528.000 | 3,3%  |
| 6             | 16 ottobre 2020   | 520.000 | 2,9%  |
| 7             | 23 ottobre 2020   | 457.000 | 2,6%  |
| 8             | 30 ottobre 2020   | 665.000 | 3,9%  |
| 9             | 6 novembre 2020   | 647.000 | 3,5%  |
| 10            | 13 novembre 2020  | 656.000 | 3,6%  |
| 11            | 20 novembre 2020  | 608.000 | 3,1%  |
| Media Auditel | Media Auditel     | 515.000 | 3,0%  |

### Settima edizione
| Episodio      | Prima TV         | Ascolti | Share |
| ------------- | ---------------- | ------- | ----- |
| 1             | 20 gennaio 2021  | 476.000 | 1,8%  |
| 2             | 27 gennaio 2021  | 449.000 | 1,7%  |
| 3             | 3 febbraio 2021  | 588.000 | 2,3%  |
| 4             | 10 febbraio 2021 | 508.000 | 1,9%  |
| 5             | 17 febbraio 2021 | 457.000 | 1,8%  |
| 6             | 24 febbraio 2021 | 506.000 | 2%    |
| 7             | 3 marzo 2021     | 337.000 | 1,2%  |
| 8             | 10 marzo 2021    | 455.000 | 1,8%  |
| 9             | 17 marzo 2021    | 399.000 | 1,5%  |
| 10            | 24 marzo 2021    | 448.000 | 1,7%  |
| 11            | 31 marzo 2021    | 398.000 | 1,5%  |
| Media Auditel | Media Auditel    | 456.000 | 1,75% |

### Ottava edizione
| Episodio      | Prima TV       | Ascolti | Share |
| ------------- | -------------- | ------- | ----- |
| 1             | 7 aprile 2021  | 457.000 | 1,7%  |
| 2             | 14 aprile 2021 | 507.000 | 2%    |
| 3             | 21 aprile 2021 | 422.000 | 1,7%  |
| 4             | 28 aprile 2021 | 478.000 | 1,9%  |
| 5             | 5 maggio 2021  | 468.000 | 1,9%  |
| 6             | 12 maggio 2021 | 444.000 | 1,8%  |
| 7             | 19 maggio 2021 | 337.000 | 1,3%  |
| 8             | 26 maggio 2021 | 443.000 | 1,8%  |
| 9             | 2 giugno 2021  | 323.000 | 1,5%  |
| 10            | 9 giugno 2021  | 479.000 | 2,2%  |
| 11            | 16 giugno 2021 | 188.000 | 0,7%  |
| 12            | 23 giugno 2021 | 225.000 | 1%    |
| 13            | 30 giugno 2021 | 480.000 | 2,36% |
| Media Auditel | Media Auditel  | 404.000 | 1,68% |

### Nona edizione
| Episodio      | Prima TV          | Ascolti | Share |
| ------------- | ----------------- | ------- | ----- |
| 1             | 15 settembre 2021 | 334.000 | 1,6%  |
| 2             | 22 settembre 2021 | 257.000 | 1,2%  |
| 3             | 29 settembre 2021 | 263.000 | 1,2%  |
| 4             | 6 ottobre 2021    | 255.000 | 1,1%  |
| 5             | 13 ottobre 2021   | 356.000 | 1,6%  |
| 6             | 20 ottobre 2021   | 294.000 | 1,3%  |
| 7             | 27 ottobre 2021   | 293.000 | 1,3%  |
| 8             | 3 novembre 2021   | 228.000 | 1%    |
| 9             | 10 novembre 2021  | 331.000 | 1,5%  |
| 10            | 17 novembre 2021  | 375.000 | 1,7%  |
| 11            | 24 novembre 2021  | 277.000 | 1,2%  |
| 12            | 1º dicembre 2021  | 329.000 | 1,5%  |
| 13            | 8 dicembre 2021   | 305.000 | 1,4%  |
| 14            | 15 dicembre 2021  | 402.000 | 1,9%  |
| Media Auditel | Media Auditel     | 307.000 | 1,39% |

### Decima edizione
| Episodio      | Prima TV         | Ascolti | Share |
| ------------- | ---------------- | ------- | ----- |
| 1             | 14 gennaio 2022  | 396.000 | 2,3%  |
| 2             | 21 gennaio 2022  | 321.000 | 1,9%  |
| 3             | 28 gennaio 2022  | 422.000 | 2,5%  |
| 4             | 11 febbraio 2022 | 333.000 | 2,1%  |
| 5             | 18 febbraio 2022 | 366.000 | 2,5%  |
| 6             | 25 febbraio 2022 | 486.000 | 3%    |
| 7             | 4 marzo 2022     | 490.000 | 3,2%  |
| 8             | 11 marzo 2022    | 523.000 | 3,5%  |
| 9             | 18 marzo 2022    | 530.000 | 3,4%  |
| 10            | 25 marzo 2022    | 455.000 | 3,1%  |
| 11            | 1º aprile 2022   | 517.000 | 3,3%  |
| 12            | 8 aprile 2022    | 552.000 | 3,9%  |
| 13            | 22 aprile 2022   | 565.000 | 3,7%  |
| 14            | 29 aprile 2022   | 553.000 | 3,9%  |
| 15            | 6 maggio 2022    | 523.000 | 3,8%  |
| 16            | 13 maggio 2022   | 561.000 | 4,1%  |
| Media Auditel | Media Auditel    | 475.000 | 3,14% |

### Undicesima edizione
| Episodio      | Prima TV          | Ascolti | Share |
| ------------- | ----------------- | ------- | ----- |
| 1             | 30 settembre 2022 | 429.000 | 2,9%  |
| 2             | 7 ottobre 2022    | 452.000 | 3,3%  |
| 3             | 14 ottobre 2022   | 579.000 | 4%    |
| 4             | 21 ottobre 2022   | 580.000 | 4%    |
| 5             | 28 ottobre 2022   | 452.000 | 3,1%  |
| 6             | 5 novembre 2022   | 498.000 | 3,3%  |
| 7             | 11 novembre 2022  | 594.000 | 4,1%  |
| 8             | 18 novembre 2022  | 454.000 | 3,1%  |
| 9             | 25 novembre 2022  | 390.000 | 3,8%  |
| 10            | 2 dicembre 2022   | 394.000 | 3%    |
| Media Auditel | Media Auditel     | 482.000 | 3,46% |

### Dodicesima edizione
| Episodio      | Prima TV         | Ascolti | Share |
| ------------- | ---------------- | ------- | ----- |
| 1             | 13 gennaio 2023  | 313.000 | 2,4%  |
| 2             | 20 gennaio 2023  | 356.000 | 2,5%  |
| 3             | 27 gennaio 2023  | 372.000 | 2,7%  |
| 4             | 3 febbraio 2023  | 382.000 | 2,7%  |
| 5             | 17 febbraio 2023 | 339.000 | 2,4%  |
| 6             | 24 febbraio 2023 | 378.000 | 2,9%  |
| 7             | 3 marzo 2023     | 410.000 | 3,1%  |
| 8             | 10 marzo 2023    | 278.000 | 2,2%  |
| 9             | 17 marzo 2023    | 425.000 | 3,3%  |
| 10            | 24 marzo 2023    | 496.000 | 3,8%  |
| 11            | 31 marzo 2023    | 487.000 | 3,6%  |
| 12            | 7 aprile 2023    | 304.000 | 2,8%  |
| 13            | 14 aprile 2023   | 509.000 | 3,6%  |
| 14            | 21 aprile 2023   | 622.000 | 4,4%  |
| 15            | 28 aprile 2023   | 434.000 | 3%    |
| 16            | 5 maggio 2023    | 420.000 | 3%    |
| 17            | 12 maggio 2023   | 395.000 | 3%    |
| 18            | 19 maggio 2023   | 296.000 | 2,7%  |
| Media Auditel | Media Auditel    | 401.000 | 3,01% |

### Tredicesima edizione
| Episodio      | Prima TV          | Ascolti | Share |
| ------------- | ----------------- | ------- | ----- |
| 1             | 15 settembre 2023 | 180.000 | 1,7%  |
| 2             | 22 settembre 2023 | 364.000 | 3,2%  |
| 3             | 29 settembre 2023 | 417.000 | 3,4%  |
| 4             | 6 ottobre 2023    | 469.000 | 3,5%  |
| 5             | 13 ottobre 2023   | 486.000 | 3,7%  |
| 6             | 21 ottobre 2023   | 390.000 | 2,2%  |
| 7             | 28 ottobre 2023   | 421.000 | 2,4%  |
| 8             | 4 novembre 2023   | 388.000 | 2,2%  |
| 9             | 11 novembre 2023  | 413.000 | 2,4%  |
| 10            | 18 novembre 2023  | 397.000 | 2,2%  |
| 11            | 25 novembre 2023  | 429.000 | 2,5%  |
| 12            | 2 dicembre 2023   | 389.000 | 2,2%  |
| Media Auditel | Media Auditel     | 395.000 | 2,63% |

### Quattordicesima edizione
| Episodio      | Prima TV         | Ascolti | Share |
| ------------- | ---------------- | ------- | ----- |
| 1             | 24 febbraio 2024 | 349.000 | 1,91% |
| 2             | 2 marzo 2024     | 323.000 | 1,7%  |
| 3             | 9 marzo 2024     | 409.000 | 2,24% |
| 4             | 16 marzo 2024    | 470.000 | 2,7%  |
| 5             | 23 marzo 2024    | 442.000 | 2,58% |
| 6             | 6 aprile 2024    | 447.000 | 2,60% |
| 7             | 13 aprile 2024   | 358.000 | 2,1%  |
| 8             | 20 aprile 2024   | 446.000 | 2,5%  |
| 9             | 27 aprile 2024   | 367.000 | 2,1%  |
| 10            | 4 maggio 2024    | 483.000 | 2,80% |
| 11            | 11 maggio 2024   | 436.000 | 2,54% |
| 12            | 18 maggio 2024   | 457.000 | 2,79% |
| 13            | 25 maggio 2024   | 506.000 | 3,3%  |
| Media Auditel | Media Auditel    | 423.000 | 2,00% |

### Quindicesima edizione
| Episodio      | PrimaTv           | Ascolti | Share |
| ------------- | ----------------- | ------- | ----- |
| 1             | 28 settembre 2024 | 318.000 | 2,06% |
| 2             | 5 ottobre 2024    | 268.000 | 1,66% |
| 3             | 12 ottobre 2024   | 391.000 | 2,50% |
| 4             | 19 ottobre 2024   | 318.000 | 1,91% |
| 5             | 26 ottobre 2024   | 411.000 | 2,52% |
| 6             | 2 novembre 2024   | 354.000 | 2,27% |
| 7             | 9 novembre 2024   | 392.000 | 2,44% |
| 8             | 16 novembre 2024  | 366.000 | 2,2%  |
| 9             | 23 novembre 2024  | 371.000 | 2,5%  |
| 10            | 30 novembre 2024  | 376.000 | 2,37% |
| 11            | 7 dicembre 2024   | 501.000 | 3,41% |
| Media Auditel | Media Auditel     | 370.000 | 2,35% |

### Sedicesima edizione
| Episodio      | PrimaTv          | Ascolti | Share |
| ------------- | ---------------- | ------- | ----- |
| 1             | 11 gennaio 2025  | 341.000 | 1,94% |
| 2             | 18 gennaio 2025  | 344.000 | 2,06% |
| 3             | 25 gennaio 2025  | 480.000 | 2,92% |
| 4             | 1º febbraio 2025 | 431.000 | 2,50% |
| 5             | 8 febbraio 2025  | 445.000 | 2,77% |
| 6             | 22 febbraio 2025 | 443.000 | 2,68% |
| 7             | 1º marzo 2025    | 578.000 | 3,56% |
| 8             | 8 marzo 2025     | 452.000 | 2,92% |
| 9             | 15 marzo 2025    | 479.000 | 2,96% |
| 10            | 22 marzo 2025    | 469.000 | 2,84% |
| 11            | 29 marzo 2025    | 456.000 | 2,96% |
| 12            | 5 aprile 2025    | 452.000 | 3%    |
| 13            | 12 aprile 2025   | 412.000 | 2,7%  |
| 14            | 26 aprile 2025   | 396.000 | 2,5%  |
| 15            | 3 maggio 2025    | 410.000 | 2,7%  |
| 16            | 10 maggio 2025   | 418.000 | 2,8%  |
| 17            | 17 maggio 2025   | 423.000 | 2,7%  |
| 18            | 24 maggio 2025   | 401.000 | 2,9%  |
| 19            | 31 maggio 2025   | 374.000 | 2,4%  |
| 20            | 7 giugno 2025    | 354.000 | 2,8%  |
| Media Auditel | Media Auditel    | 428.000 | 2,73% |

## Puntate speciali in prima serata
| Episodio      | Prima TV         | Ascolti | Share |
| ------------- | ---------------- | ------- | ----- |
| 1             | 2 dicembre 2020  | 482.000 | 1,9%  |
| 2             | 9 dicembre 2020  | 460.000 | 1,8%  |
| 3             | 16 dicembre 2020 | 798.000 | 3,2%  |
| 4             | 2 marzo 2022     | 244.000 | 1%    |
| 5             | 12 giugno 2024   | 392.000 | 2,3%  |
| Media Auditel | Media Auditel    | 475.000 | 2,04% |

## Audience
| Edizione | Rete televisiva | Anno | Stagione          | Programmazione | Programmazione              | Programmazione | Programmazione | Programmazione | Programmazione | Programmazione | Collocazione | Telespettatori | Share |
| Edizione | Rete televisiva | Anno | Stagione          | L              | M                           | M              | G              | V              | S              | D              | Collocazione | Telespettatori | Share |
| -------- | --------------- | ---- | ----------------- | -------------- | --------------------------- | -------------- | -------------- | -------------- | -------------- | -------------- | ------------ | -------------- | ----- |
| 1ª       | NOVE            | 2018 | primavera-estate  |                |                             |                |                |                |                |                | prima serata | 162.000        | 0,9%  |
| 2ª       | NOVE            | 2018 | autunno           |                |                             |                | seconda serata | 497.000        | 2,8%           |                |              |                |       |
| 3ª       | NOVE            | 2019 | inverno-primavera | 345.000        | 1,9%                        |                | seconda serata |                |                |                |              |                |       |
| 4ª       | NOVE            | 2019 | autunno           | 428.000        | 2,6%                        |                | seconda serata |                |                |                |              |                |       |
| 5ª       | NOVE            | 2020 | inverno-estate    | 547.000        | 2,8%                        |                | seconda serata |                |                |                |              |                |       |
| 6ª       | NOVE            | 2020 | estate-autunno    | 515.000        | 3,0%                        |                | seconda serata |                |                |                |              |                |       |
| 7ª       | NOVE            | 2021 | inverno-primavera |                |                             | prima serata   | 456.000        | 1,75%          |                |                |              |                |       |
| 8ª       | NOVE            | 2021 | primavera-estate  | 404.000        | 1,68%                       | prima serata   |                |                |                |                |              |                |       |
| 9ª       | NOVE            | 2021 | estate-autunno    | 307.000        | 1,39%                       | prima serata   |                |                |                |                |              |                |       |
| 10ª      | NOVE            | 2022 | inverno-primavera |                |                             | seconda serata | 475.000        | 3,14%          |                |                |              |                |       |
| 11ª      | NOVE            | 2022 | autunno           | 482.000        | 3,46%                       | seconda serata |                |                |                |                |              |                |       |
| 12ª      | NOVE            | 2023 | inverno-primavera | 401.000        | 3,01%                       | seconda serata |                |                |                |                |              |                |       |
| 13ª      | NOVE            | 2023 | autunno           |                | seconda serata prima serata | 395.000        | 2,63%          |                |                |                |              |                |       |
| 14ª      | NOVE            | 2024 | inverno-primavera |                | prima serata                | 423.000        | 2,00%          |                |                |                |              |                |       |
| 15ª      | NOVE            | 2024 | autunno           | 370.000        | prima serata                | 2,35%          |                |                |                |                |              |                |       |
| 16ª      | NOVE            | 2025 | inverno-primavera | 428.000        | prima serata                | 2,73%          |                |                |                |                |              |                |       |